# Diplazium laffanianum
Espèce
Statut de conservation UICN

 EW  : Éteint à l'état sauvage
Diplazium laffanianum est une espèce de fougères de la famille des Athyriaceae.
Cette fougère, endémique des Bermudes, est considérée comme éteinte à l'état sauvage.
L'espèce a été décrite en 1880 à partir d'un spécimen vivant adressé par Robert Laffan, gouverneur des Bermudes, aux jardins botaniques royaux de Kew.
Selon Nathaniel Lord Britton, auteur d'une Flora of Bermuda publiée en 1918, cette fougère pouvait être observée dans des grottes et dans des crevasses rocheuses situées entre Harrington Sound et Paynters Vale jusqu'en 1905, mais elle n'y était plus lorsqu'il retourna sur les lieux en 1913. Elle n'a plus été observée à l'état sauvage depuis 1905.
Depuis 2006, quelques plants, reproduits à partir de spores envoyées en 2001 au zoo Henry Doorly à Omaha, sont maintenus aux Bermudes dans les jardins botaniques de Tulo Valley.  

## Synonyme
Selon Catalogue of Life (11 septembre 2014) :
- Asplenium laffanianum Bak.